# Vera Brosgol
Vera Brosgol (Mosca, 2 agosto 1984) è una fumettista russa.

## Biografia
Nata a Mosca nel 1984 . A cinque anni si trasferisce negli Stati Uniti. Successivamente si diploma in tecniche di animazione allo Sheridan College, Canada..
Attualmente vive a Portland (Oregon) e lavora per la Laika Entertainment House, dove realizza storyboard e animazioni. Brosgol ha collaborato anche con Shaenon Garrity per Girlamatic.
Nel 2013 pubblica Anya e il suo fantasma per BAO Publishing